# Gaz-66

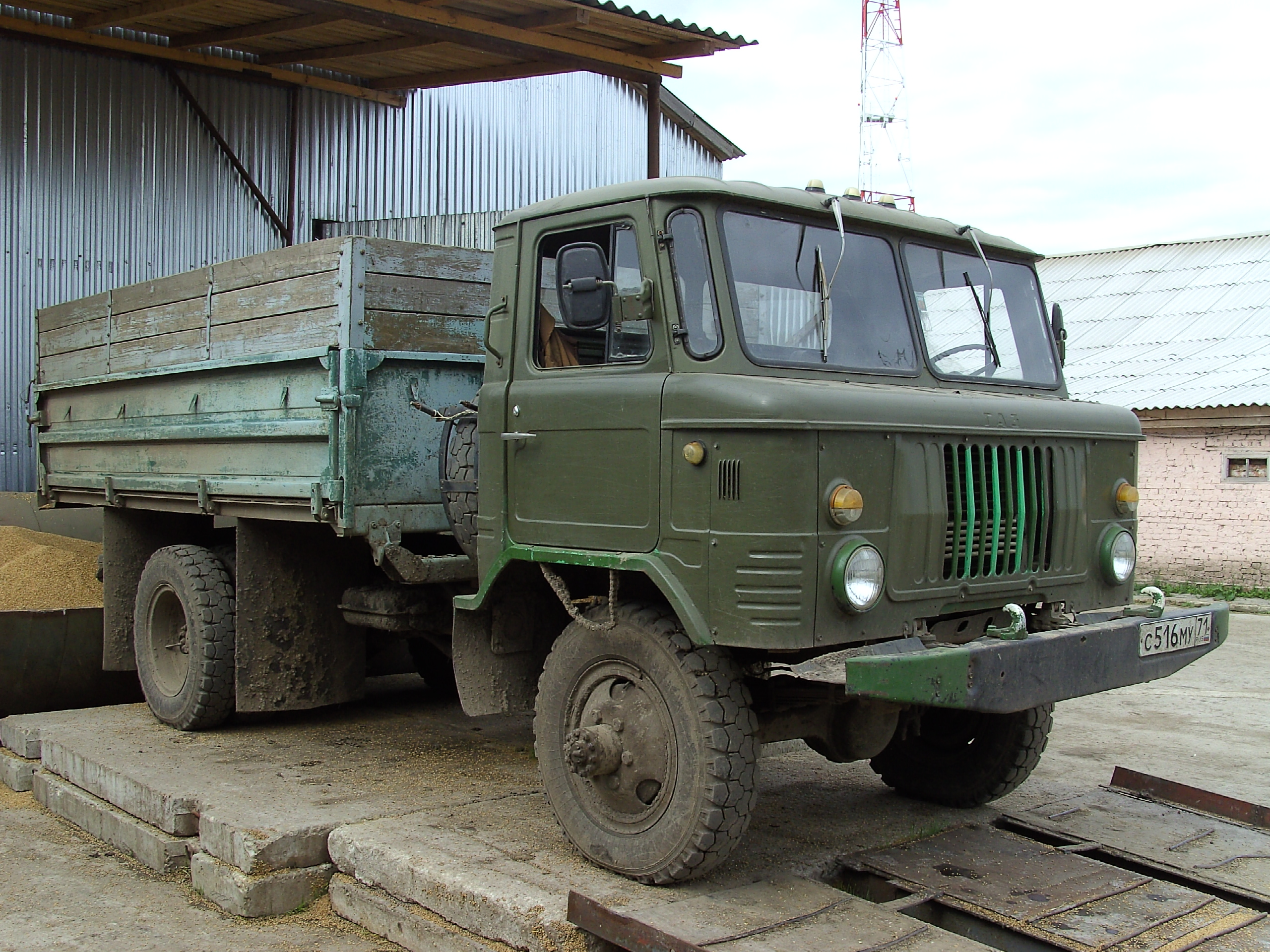
Gaz-66 på en bondgård.

Gaz-66 (ryska: ГАЗ-66) är ett hjulgående ryskt militärt transportfordon. Den tillverkades mellan 1964 och 1999. Gaz-66 är känd för sin robusta konstruktion och sin tålighet. Fordonet har allhjulsdrift (4x4), är terränggående och är utrustad med en bensindriven V-8-motor.

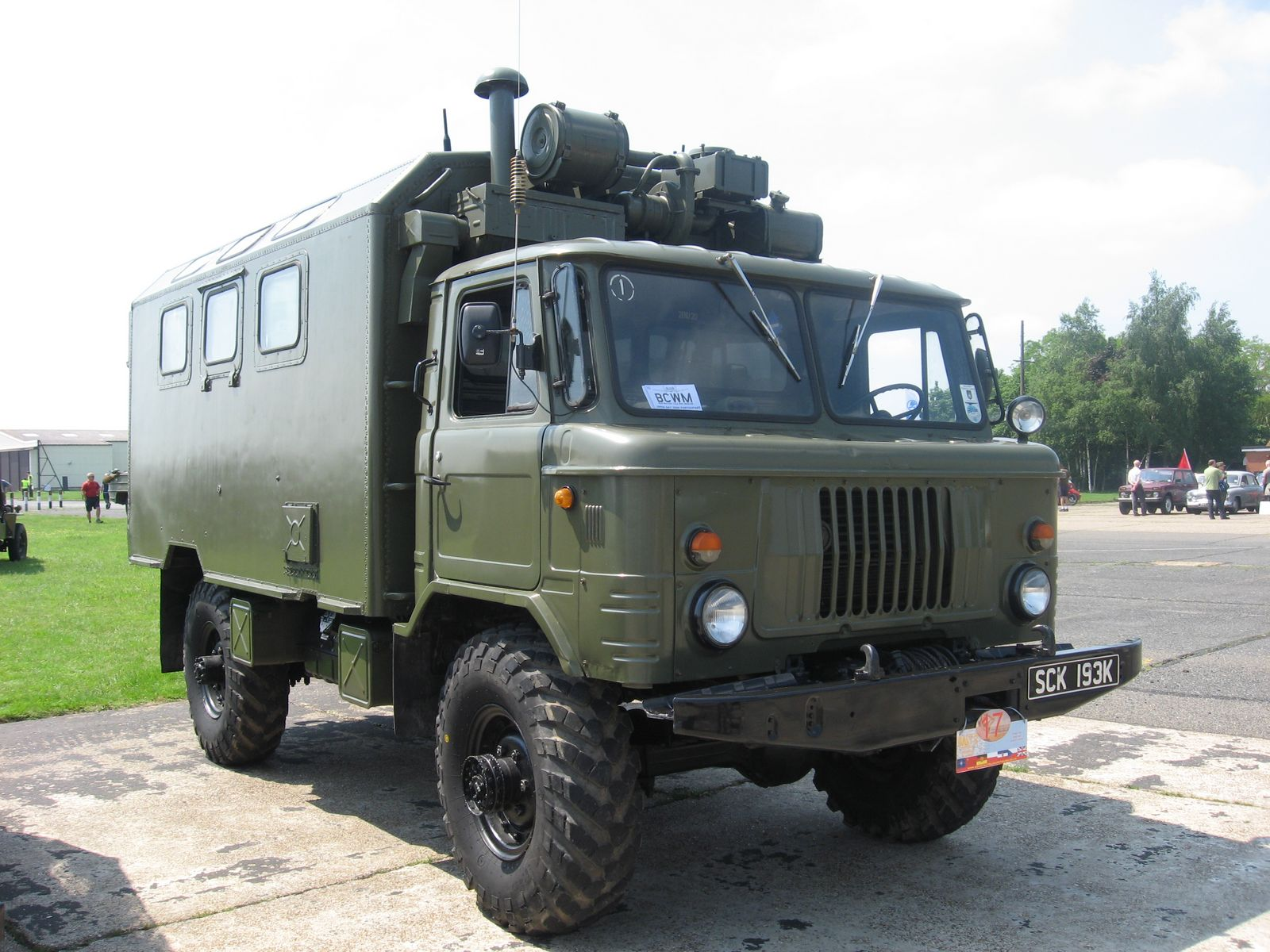
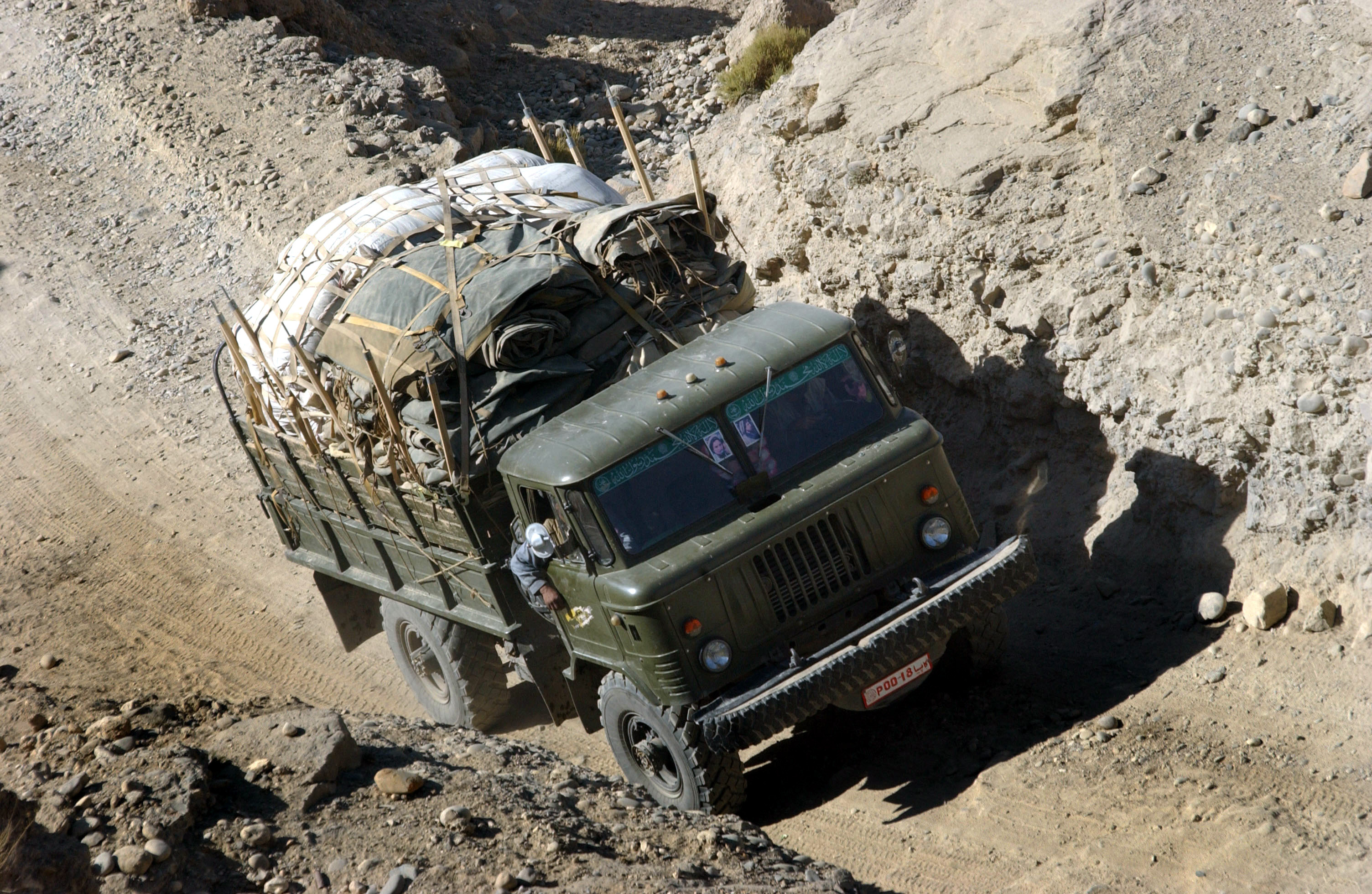
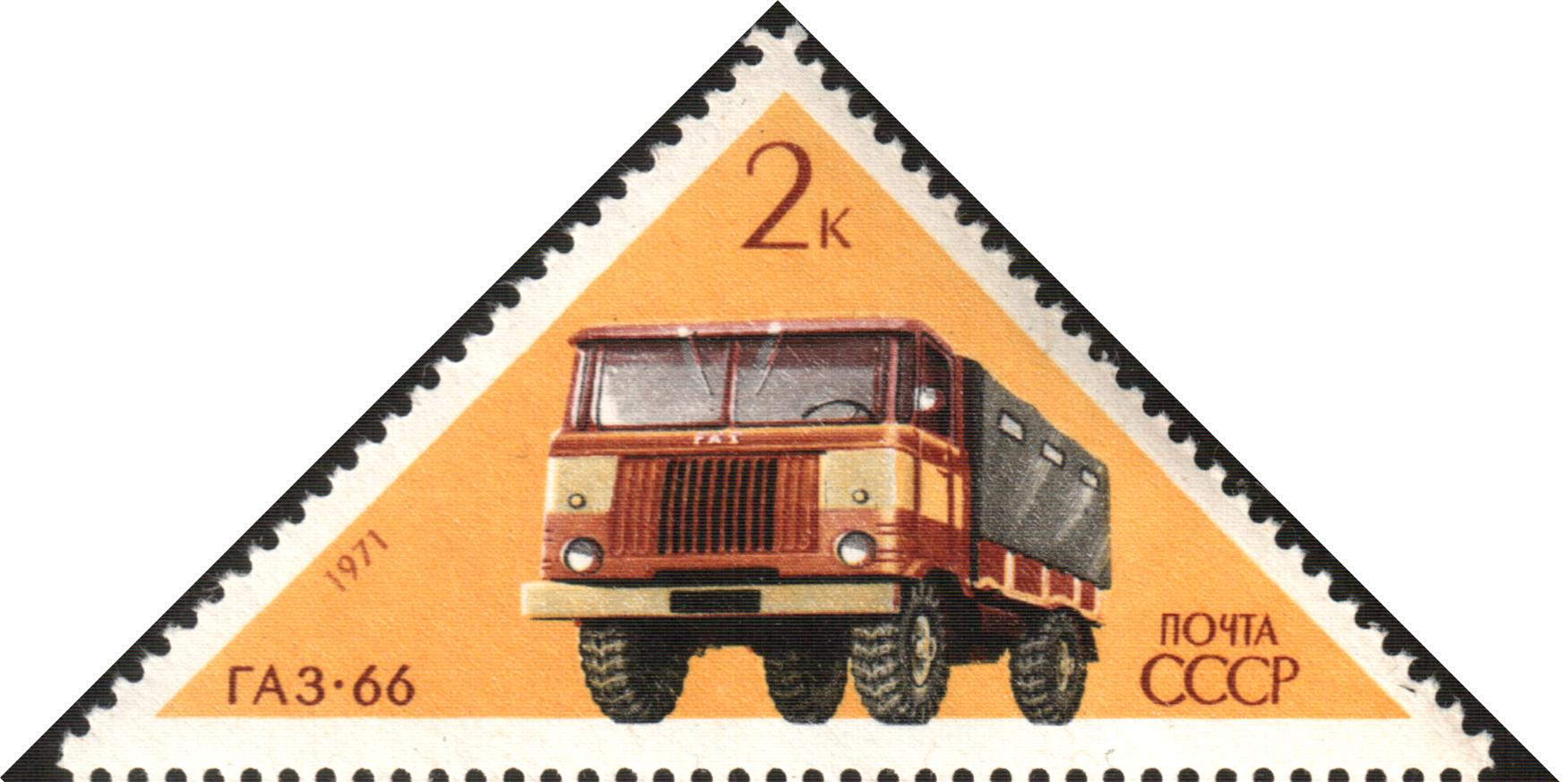
Gaz-66 på ett frimärke från 1971.